# Delga (Banh)
Pour les articles homonymes, voir Delga.
Delga est une localité située dans le département de Banh de la province du Loroum dans la région Nord au Burkina Faso. Lors du recensement général de la population de 2006, on y a dénombré 2 188 habitants. 

## Géographie
Delga est située à 10 km au nord-ouest du centre de Kaya, la principale ville de la région. Le village est à 2 km à l'ouest de la route nationale 15 reliant à Kaya à Kongoussi.

## Histoire
Le village de Delga fut fondé en 1723 par Amayla Nibinrèm venu du pays Dogon, le Mali actuel. Delga signifie "passer la journée et continuer" en langue Dogon. Delga est peuplé de dogons en majorité mais quelques mossi y résident.

## Économie
L'économie de Delga est basée sur l'agriculture, l'élevage et le commerce.
Aucune unité industrielle ne se trouve dans l'aire du village.

## Éducation et santé
L'école de Delga est ouverte en octobre 1989
Le premier maître fut Yemien Lécohoun Nelson. DELGA fait partie de l'aire sanitaire du CSPS de Ségué mossi. 